# 近藤照久
近藤 照久（こんどう てるひさ、1928年3月18日 - 2009年1月3日）は、東洋炭素創業者、元社長、会長。香川県出身。

## 略歴
- 1945年3月 香川県立観音寺商業学校（現在の香川県立観音寺中央高等学校）卒業
- 1946年2月 近藤カーボン工業所入社
- 1947年7月 近藤カーボン工業株式会社設立
- 1948年7月 代表取締役社長
- 2007年8月 代表取締役会長兼CEO
- 2009年1月3日午前5時35分 心不全のため死去　享年80

## 栄典
- 1982年4月 紫綬褒章
- 2001年4月 勲四等瑞宝章

## 公益財団法人 近藤記念財団
当財団は特殊炭素製品のパイオニアかつリーダーとしての地位を築き上げてきた「東洋炭素」の創業者である近藤照久の『経済的理由により修学困難な生徒・学生への奨学給付により教育の振興及び人材育成に寄与したい』という趣意のもと、「財団法人近藤育英会」として1994年（平成6年）に設立された。
以来約20年にわたり、奨学金給付による学業支援を行ってきたが、2014年（平成26年）4月1日に内閣府より「公益財団法人近藤育英会」の認可を受ける。
- 奨学生の資格

(1) 財団の指定する大学に在籍する者
(2) 学業・人物ともに優秀で、かつ健康であって学資の支弁が困難であると認められる者
(3) 在学する大学の学長によって推薦された者
- その他の機関から奨学金を受けている者は、この適用を受けられない。
- 採用予定人員　対象の学年

大学1回生　計（　5　）人
- 奨学金の額と給付の方法

(1) 奨学金給付額
大学・大学院ともに　月額30,000円
(2) 給付期間
正規の最短修業年限とする。（大学院は修士課程の修業期間）
(3) 奨学金の交付方法
3ケ月ごとに、一定に指定の銀行又は郵便局の口座に送金を行う。